# Coteni (okręg Bacău)
Coteni – wieś w Rumunii, w okręgu Bacău, w gminie Buhoci. W 2011 roku liczyła 494 mieszkańców.